# Antoni Grabowski
Antoni Grabowski (n. 11 iunie 1857, Nowe Dobra⁠(d), Chełmno County⁠(d), Voievodatul Cuiavia și Pomerania, Polonia – d. 4 iulie 1921, Varșovia, Polonia) a fost un inginer chimist și activist de esperanto.

## Cariera profesională
Din motive financiare Antoni a fost nevoit să muncească din tinerețe. Totuși s-a pregătit în mod autodidact pentru examenele de admitere la gimnaziu pe care le-a urmat la Toruń unde a obținut rezultate strălucite fiind acceptat de două ori în clasele superioare. Ulterior a studiat filozofia și stiințele naturii la universitatea din Wrocław. După studii a condus o fabrică de textile la Ivanovo-Vosnjesensk (un oraș situat la 250 km nordest de Moscova).
În acest timp a cercetat permanent probleme legate de chimie și a devenit un expert recunoscut în toată Europa prin numeroasele publicații în literatura de specialitate.

## Esperanto și interesele pentru literatură
În timpul studiilor universitare Antoni și-a putut urma interesele pentru literatură devenind membru al Societății Literare Slave (Towarzystwo Literacko-Słowianskie). Entuziasmul său nu s-a limitat doar la limba și literatura poloneză, ci acesta l-a îndemnat la învățarea de numeroase limbi devenind astfel un poliglot care pe lângă limba poloneză vorbea alte 9 limbi și cunoștea de asemenea 15 în mod pasiv. Aceste împrejurări explică faptul că studentul Grabowski se interesează de idea limbii internaționale.
Este era în care limba Volapük dezvoltată de preotul german Johann Martin Schleyer pretinde de a oferi o soluție în această privință. La vizita efectuată de Grabowski preotului se dovedește că nici acesta nu o vorbește fluent și discuția continuă în limba germană. În urma acestei dezamăgiri Grabowski nu mai urmărește limba Volapük deși idea limbii internaționale îl preocupă în continuare.
În anul 1887 cumpără și studiază cărticica "Dr-o Esperanto. Internacia Lingvo. Antaŭparolo kaj plena lernolibro" (în traducere "Dr. Esperanto. Limba internațională. Cuvânt înainte și manual") apărută recent, în care L. L. Zamenhof prezintă proiectul său, care va fi ulterior cunoscut sub numele "Esperanto". Este foarte impresionat de structura clară a limbii și de posibilitățile de exprimare obținute neanevoios ceea ce îl determină să călătorească la Varșovia pentru a-l vizita pe Zamenhof. În cadrul acestei vizite are loc prima convorbire în esperanto.
Ca și Zamenhof, Grabowski a înțeles importanta influență a literaturii în dezvoltarea limbilor, în special pentru esperanto, care pe atunci era pe cale să se transforme dintr-un proiect de limbă într-o limbă care să fie total funcțională în toate zonele vieții. Grabowski deja lucra la aceasta: în 1888 a publicat traducerea sa a "Furtunii de zăpadă" de Aleksandr Pushkin, urmată în 1889 de traducerea cărții lui Goethe "Die Geschwister", acestea fiind doar începutul.
În timpul anilor 1890, Grabowski a devenit nesatisfăcut de împrăștierea înceată a limbii esperanto. Crezând că motivele pentru aceasta sunt imperfecții în limbă, a pledat pentru reformă. Însă în votul care a avut loc în 1894, a votat împotriva reformelor și de atunci s-a stabilit pe bazele limbii, așa numitele Fundamento de Esperanto.
În anul 1904 Grabowski a devenit președintele fondator al Societății de Esperanto din Varșovia care a fost transformată în Societatea Poloneză de Esperanto în 1908 pezidată de Grabowski mulți ani. A condus secția pentru gramatică a Academiei de Esperanto publicând articole și participând la organizarea de cursuri.
În anii 1908-1914 Grabowski conduce pentru prima oară cursuri de esperanto în școli din Varșovia. Deja în anul 1908 a atenționat asupra valorii propedeutice a limbii Esperanto. Între altele el a arătat prin exemple concrete în ce măsură învățarea limbii esperanto ajută ulterior la învățarea limbilor franceză și latină, un fapt surprinzător pentru acel timp.
Antologia "El Parnaso de Popoloj" (Din Parnasul poparelor), care a apărut în 1913, este o colecție de 116 poeme, reprezentând 30 de limbi și culturi, 6 create original în esperanto iar 110 de traduceri.
În timpul primului război mondial Grabowski deja bolnav rămâne la Varșovia iar familia sa se refugiază în Rusia. Traduce epopeea patriotică poloneză Sinjoro Tadeo (în traducere "Domnul Tadeu" de Adam Mickiewicz). Grabowski evaluează posibilitățile latente ale limbii care vor da impulsuri importante dezvoltării poeziei în esperanto.
După moartea lui Zamenhof a trăit însingurat și suferea de inimă. La întoarcerea familiei la sfârșitul războiului era deja extenuat. Totuși lucra neîntrerupt pentru Esperanto până la atacul de inimă din anul 1921.

## Opere
Poeme orginale:
- La tagiĝo
- La reveno de l`filo
- Sur unu kordo
- La pluva tago Arhivat în 23 mai 2005, la Wayback Machine.
- Al la semanto Arhivat în 21 septembrie 2004, la Wayback Machine.
- Jubilea kantato Arhivat în 23 mai 2005, la Wayback Machine.
- Saluto el Varsovio Arhivat în 21 septembrie 2004, la Wayback Machine.

Antologii – traduceri și originale:
- La liro de la esperantistoj – colecție de poeme – 1893
- El Parnaso de Popoloj –  colecție de poeme

Traduceri:
- La Gefratoj după Johann Wolfgang von Goethe – 1889
- Mazepa după Juliusz Słowacki
- Halka după Stanisław Moniuszko
- Sinjoro Tadeo după Adam Mickiewicz
- La neĝa blovado după Alexandru Pușchin – 1888
- En Svisujo după Juliusz Słowacki
- Ŝi la Tria după Henryk Sienkiewicz
- Pekoj de Infaneco după Bolesław Prus
- Consilium Facultatis după Fredo

## Legături externe
- Antoni Grabowski în Wikisource
- El Parnaso de Popoloj Arhivat în 24 ianuarie 2005, la Wayback Machine.
- Poeme originale de Grabowski[nefuncțională]